# Recurso de casación
El recurso de casación es un recurso extraordinario que tiene por objeto revocar una sentencia judicial "que contiene una incorrecta interpretación o aplicación de la ley" o que ha sido dictada en un procedimiento que no ha cumplido las solemnidades legales (debido proceso), es decir por un error in iudicando o bien error in procedendo, respectivamente. Su fallo le corresponde al tribunal de mayor jerarquía, como la corte suprema. En ocasiones también puede encargarse del recurso un órgano jurisdiccional jerárquicamente superior o en su caso uno específico. En algunos estados existe algún tipo de tribunal constitucional como organismo de última instancia jurídica autorizado a revisar y revocar sentencias relacionadas con los principios constitucionales, mientras que en otros es el tribunal de máxima instancia (habitualmente llamado Supremo o Alto) quien se encarga de estas revisiones constitucionales.

## Funciones
Sus funciones principales son obtener:
- Aplicación correcta de la ley por parte de los diversos tribunales, como garantía de seguridad o certeza jurídica.
- Unificación de la interpretación de las leyes a través de un solo órgano, fijando la jurisprudencia.

## Características
Dado que el Derecho procesal es muy variable en cada país y en el tiempo, podemos resumir las características de la casación en las siguientes:
- Es un recurso extraordinario, es decir, la ley la admite excepcionalmente y contra determinadas resoluciones judiciales.
  - Sus causas están previamente determinadas. Ellas se pueden agrupar, básicamente, en infracciones al procedimiento, es decir errores de forma (error in procedendo) e infracción del Derecho, o sea errores de fondo (error in judicando).
  - Posee algunas limitaciones a su procedencia, entre otras: la cuantía, sobre todo en casos de derecho civil y los motivos que se pueden alegar.
- Según la doctrina y jurisprudencia podemos encontrar dos variantes en relación con la amplitud de las facultades de revisión de las cuestiones acaecidas en un caso particular:
  - En la interpretación más clásica, se le considera un Recurso no constitutivo de instancia, o sea, el tribunal puede pronunciarse solo sobre las cuestiones de Derecho. En otras palabras, la revisión es más limitada, pudiendo basarse solo en una incorrecta interpretación de la ley por parte de los órganos inferiores y nunca revisar los hechos de la causa.
  - En una interpretación más amplia y circunscrita al recurso de casación en materia penal, se ha entendido que en la casación no sólo pueden revisarse cuestiones de hecho, sino que se deben revisar estos. No hacerlo implicaría la violación a la garantía de la doble instancia en el proceso penal, reconocida en diversos tratados internacionales sobre derechos humanos (por ejemplo, el artículo 8.2.h de la Convención Americana sobre Derechos Humanos y el artículo 14.5 del Pacto Internacional de Derechos Civiles y Políticos). Para sostener esta posición se utiliza la teoría alemana de la Leistungsfähigkeit (o agotamiento de las capacidades de revisión), que sostiene que un tribunal de casación debe revisar todo lo que le sea posible, quedando solamente excluidas las cuestiones directamente relacionadas al principio de inmediación.

## Antecedentes
Los orígenes de este recurso judicial pueden encontrarse en los Estados italianos, que utilizaron este mecanismo para imponer sus estatutos locales por sobre el ius commune. El apogeo de este medio se dio en Francia, donde se utilizó como un mecanismo para uniformar el Derecho a partir de la ley territorial, llegando a ser característico de su ordenamiento jurídico.
La palabra "casar" proviene del latín cassare, que significa abrogar o derogar. Por su parte, "casación" proviene del término francés cassation, derivado a su vez de casser, que se traduce como anular, romper o quebrantar.

### Derecho Romano
Si bien es cierto que en el primitivo derecho romano, o derecho preclásico, no
encontramos antecedente alguno que podamos vincular de manera directa con la
institución de la casación, ya durante el período clásico, con la adopción del sistema
formulario y la división del proceso en dos fases casi independientes la una de la otra,
como lo eran la “fase in iure” por una parte y la “apud iudicem” por otra, en que el
sentenciador va a valorar la prueba rendida por las partes, integrando así las cuestiones
de hecho, “questio facti”, con las de derecho o “questio iuris”, las primeras entregadas al juez quien conocía de la prueba de los hechos y la segunda al praetor, quien establecía el derecho.
Además, en el romano clásico se distinguen las causas de impugnación de la
sentencia que se dicta, puesto que esta puede ser nula por contravenir el ius
constitucionis, es decir, por incurrir en error respecto de las normas de derecho objetivo, o bien por infracción al ius litigatoris, o errores en cuanto a la existencia del derecho
subjetivo de las partes litigantes, sin violar una norma de ley de interés general.
Con posterioridad, el Magistrado va perdiendo su poder, el que se encontraba cada
vez más arraigado en las manos del “princeps”, tasándose la prueba de acuerdo a ciertas normas de valoración obligando al magistrado a dar valor a ciertos medios de prueba sobre otros e incluso, en el período republicano, se le impusieron vías de impugnación o recursos jurisccionales que permitirían amplias revisiones a las sentencias del magistrado, más aún se las entendió un negocio jurídico permitiendo así que fueran anuladas por adolecer de defectos externos, ya fueran errores de derecho o infracciones procesales, operando incluso de pleno derecho, es decir, más que anulables se les entendía inexistentes.
El derecho romano, entonces, conoció de sentencias válidas, nulas y recurribles,
estas últimas, ya fuera por la vía de la “appelatio” o por la vía extraordinaria del “restitutio in integrum” y de la “supplicatio”, ya en la época justiniana. De entre estos recursos, podemos distinguir el de la “restitutio in integrum” como un primer esbozo histórico de la casación actual, toda vez que recaía en una sentencia que, sin ser nula de pleno derecho, era recurrible por la vía de una verdadera anulación, entendiéndosele entonces como “un recurso de carácter extraordinario concedido por el pretor con el fin de rescindir los efectos de un acto y restablecer una situación existente modificada por ese acto” Cabe hacer presente, en cualquier caso, que la “restitutio in integrum” recae sobre sentencias anulables pero lícitas, siendo, en palabras de Buigues, “la posibilidad de que las decisiones tomadas por el que sustituye al praeses provinciaea puedan ser objeto de restitutio in integrum a petición de los defensores de la república si se considera que en algo ha resultado perjudicado el derecho de la república”, pero no por la intervención de probanzas falsas u obtenidas con ilicitud, en otras palabras, “un medio eficaz para la defensa de la legalidad”.

### Derecho Germánico
Los germanos siempre fueron fieles al principio de la validez formal de la sentencia, principio que consistía en que una vez pronunciada o consentida la sentencia, ganaba una autoridad tal que, por su sola virtud, quedaban sanados cuantos vicios pudiese contener, cualquiera que fuese su naturaleza o gravedad.
Con carácter general se puede decir que en el derecho germano también fue tardía la aparición de un sistema de recursos propiamente dicho. En un principio se estableció tan sólo la posibilidad de someter el litigio a la solución del soberano y, poco a poco, de igual forma que ocurrió en Roma, está función jurisdiccional fue delegada en un cuerpo de funcionarios estructurados jerárquicamente, momento en el que es posible empezar a hablar del surgimiento de un verdadero sistema de recursos frente a las resoluciones judiciales. Si pretendemos remontarnos a este nacimiento, ha de hacerse mención a la Urteilsschelte o desaprobación de la sentencia, institución a la que en sus comienzos no puede atribuírsele el calificativo de recurso, pero que con el tiempo sufrió una serie de modificaciones que terminaron por convertirla en tal. La Urteilsschelte es una institución que surge en los inicios del sistema jurídico germánico. En este la justicia era impartida por la actuación de dos órganos. Por un lado se encontraba la asamblea de los jueces, designados por elección, que se encargaban de estudiar el caso y realizar una especie de dictamen acerca de cual debía ser la solución concreta. Por otro lado estaba la Asamblea de los hombres libres, ante la que se presentaba la propuesta elaborada por la asamblea de jueces para su aprobación. En el caso de ser aceptada dicha propuesta, se remitía el asunto al órgano soberano encargado de emitir la sentencia que resolvía el supuesto litigioso; el Richter.
Las principales transformaciones que con el paso del tiempo fue sufriendo la desaprobación de la sentencia fueron:
a) Por medio de la lex visigothorum; se interponía contra una resolución ya existente en la realidad material, permitiendo declarar nula la sentencia en toda ocasión que el juez juzgase mal, ya por error o dolosamente.
b) A través de las normas emanadas del pueblo longobardo; se crea una solución judicial que perseguía la invalidación de la sentencia injusta y que se entablaba ante el rey.
c) Con la llegada de la monarquía surge un instituto que incluye entre sus notas características la del reenvió (remisión de la causa al órgano judicial que dictó la resolución impugnada y anulada para que vuelva a decidir), presente, como luego veremos en la casación; se trata de la reclamatio. Suponía una muestra del control sobre los jueces que fue atribuida al rey en su calidad de juez supremo.
Otro aspecto a tener presente es la circunstancia de que frente a la clara distinción que formuló el derecho entre vicios que afectaban a normas de carácter procesal y aquellos que recaían sobre normas sustantivas, el derecho de los pueblos germánicos nunca realizó tal separación.
La Urteilsschelte estaba pensada para aquellos casos en los que la resolución padeciese algún tipo de imperfección, bien por defectos de carácter sustantivo o procesal.,

### Derecho Intermedio
Con el tiempo el Imperio Romano fue perdiendo su poder en favor de los pueblos germánicos; sin embargo, estos últimos respetaron tanto las costumbres de los pueblos que conquistaron como su cultura y, como no, incluso su derecho. Así, se fue produciendo una curiosa combinación entre el derecho romano preexistente y el nuevo sistema jurídico que introdujeron los pueblos germánicos en el antiguo imperio. De esta relación surgieron infinidad de institutos, entre los que sin duda alguna hay uno que por sus especiales características guarda para nosotros especial interés, nos referimos a la querella nullitatis, pensada para todos aquellos supuestos de infracciones en la sentencia que en el derecho romano conllevaban la nulidad de la misma, es decir, los vicios de procedimiento y los referentes al fondo que afectaban al ius constituciones.
En relación con cuales fueron los motivos específicos de nulidad que abrían la posibilidad de acudir a la vía de la querella nullitatis, puede reseñarse la descripción que formula Calamandrei, a partir de las propias fuentes, tanto en relación con los defectos de naturaleza sustantiva como procesal.
Dentro del segundo grupo de infracciones, de mayor interés para nosotros y más amplio, destacaba en primer lugar la falta de los presupuestos procesales, que podían derivar de la persona del juez (falta de jurisdicción, incompetencia, etc.), o de las propias partes (falta de capacidad procesal, inexistencia de mandato en el procurador, etc.).
Una vez se comprobaba que la relación procesal había quedado válidamente constituida, la nulidad podía venir de la omisión cometida sobre algunos de los actos que se consideraban esenciales para la validez del proceso (substantalia processus), o bien porque no se hubiese observado el orden con que estos actos debían producirse (ordo iudiciarius).
Finalmente, el último grupo de vicios de carácter procesal que suponían la nulidad de la sentencia, y en consecuencia su posible impugnación, eran aquellos que incidían directamente sobre el fallo, incluyéndose aquí desde la falta de solemnitas con la que debía pronunciarse la sentencia, hasta los supuestos en que el juez que la dictaba hubiese pendido su poder jurisdiccional en el momento del pronunciamiento o incluso cuando el fallo mismo denotaba un exceso de poder (incongruencia).
Por tanto, resulta interesante señalar que en el derecho intermedio a través de la querella nullitatis, no era posible atacar la existencia de cualquier falta de naturaleza procesal, sino que por el contrario existía un número determinado de infracciones que abrían las puertas a la impugnación de la sentencia.
Pero la querella nullitatis tampoco se puede decir que constituye un antecedente claro del recurso de casación actual. No podemos considerarlo como tal, en primer lugar, por no permitir el control sobre la totalidad de vicios que afectaban a las normas de carácter sustantivo que, sin embargo, hoy posibilitan la casación.
Por tanto, ninguno de los institutos que fueron surgiendo tanto en el derecho romano como en el germánico, y finalmente en virtud de la unión de ambos, en lo que fue el derecho intermedio contenía los elementos necesarios para poder calificarlos como antecedentes directos del actual recurso de casación, conclusión esta en la que concuerdan autores patrios (Gómez de la Serna, Condomines Valls, Jiménez Conde…) y otros de fuera de nuestras fronteras (Calamandrei, Satta, Sandulli, etc.).
En consecuencia todas las figuras recordadas hasta el momento no constituyen más que los antecedentes históricos del actual sistema de recursos en sentido general y en consecuencia solo lo serían del recurso de casación con un carácter amplio.

### Derecho Común
Luego del oscurantismo propio del derecho germánico, en el que la prueba, más
que un acto de esclarecimiento de los hechos, se constituyó en olimpiada de las suertes y destrezas de los litigantes, principalmente del demandado, en el siglo XIII se
racionalizan los procedimientos judiciales y se considera de la esencia de los mismos el
establecimiento de los hechos en que se basan las pretensiones de las partes,
adoptándose un sistema probatorio rígidamente tasado, a fin de evitar la arbitrariedad de
la magistratura, tanto con el objeto de ejercer un control político que defendiera al
legislador de las actuaciones del juez, cuanto para que el tribunal superior pudiese poner
remedio a los defectos procedimentales del juez inferior.
Así, se retoma el derecho romano justinianeo y la Escuela de Bolonia diferencia
como causales de anulación de una sentencia, por una parte los “errores in procedendo” y, por la otra, los “errores in iudicando”, cuya característica común era impedir que la sentencia fuera válida, aun cuando, según señala Guasch, en algunos Estatutos de ciudades italianas se confundieron con razones de impugnación por injusticia de la sentencia y no por invalidez de la misma. Los errores “in procedendo” eran atacables por la vía de la “querella nullitatis” y los “in iudicando”, por la “querella iniquitatis”, cuyas causales generalmente podían servir tanto de base, para este recurso de nulidad, como para el clásico recurso de impugnación por agravio, constituido desde Roma como la “appelatio” o apelación.
Cabe hacer presente que la nomenclatura del derecho moderno antes referida, no
guarda relación directa con los conceptos romano clásicos de “ius constitutionis” e “ius
litigatoris”, puesto que la “querella nullitatis” abarcaba tanto a uno como a otro, sirviendo, en palabras de Chiovenda, “para garantizar la exacta observancia de la ley por parte del Juez y para impedir realizar obra de legislador: de manera que la querella en todo caso tuvo en sí un elemento político, asociando la defensa del individuo (ius litigatoris) a la del interés general (ius constitutionis)”.
Por último, cabe hacer presente que fue el derecho canónico el que estableció que
todo error “in iudicando”, ya fuera de hecho o de derecho, constituía causal de
invalidación del fallo cuando fuera notorius, manifestus, expressus, como el “error contra ius thesi clarum” o contra ley expresa, y la contradicción entre lo fallado y el hecho probado o notorio.

### Derecho Francés
La casación surge con motivo de la revolución francesa aunque algunos autores establecen el origen en el llamado conseils des parties. El origen de la casación es político, la revolución Francesa supone la división del estado en 3 poderes distintos, a la asamblea le incumbe legislar, al poder judicial aplicar esas normas sin desvirtuarlas, por lo que cualquier sentencia que contradijese la ley no era válida, en virtud al principio de plenitud de la codificación (todo está regulado)
Montesquieu: el juez no es más que la boca por la que se aplican las palabras de la ley
Para que los jueces no vulneren las normas que la Asamblea dicta se crea el tribunal de casación, que no pertenece a la asamblea ni al poder judicial, se crea al margen de los 3 poderes, como el TC en el caso español. 
Este tribunal de casación tiene carácter político y simplemente se dedicaba a una función negativa, anular las sentencias que contravinieran el ordenamiento jurídico. La casación surge con una función nomofiláctica, de preservar el cumplimiento de las normas tal y como han salido de la asamblea. Este tribunal no resolvía el fondo del asunto, sino que esto lo hacía el tribunal enjuiciado (el tribunal de instancia). El acudir al tribunal de casación se entiende en interés de preservar la ley, por eso estaba legitimado ir al recurso el Ministerio Fiscal, por lo que la forma de controlar que los tribunales no contravengan las normas son el refere obligatorie y el refere voluntarie (cuando el juez no sabía cual era la norma aplicable al caso, suspenderá el proceso y se dirigirá a la asamblea para resolver el asunto). Este último sistema se suprime con el código napoleónico de 1804. El refere obligatorie se llevaba a cabo ante el tribunal de casación que podía anular la sentencia por contravenir la ley y remitía las actuaciones a otro tribunal distinto que volvía a dictar sentencia y si el tribunal de casación denegaba la sentencia dictada por el nuevo tribunal se volvían a remitir las actuaciones a otro órgano enjuiciador distinto y si el tribunal de casación desestimaba ya esta sentencia se remitían las actuaciones a la asamblea que dictaba un decreto legislativo. En el refere voluntarie era el propio tribunal que estaba conociendo del asunto el que remitía las actuaciones al tribunal de casación.
En 1837 se suprime el refere obligatorie y se obliga a que, una vez anulada la sentencia por el tribunal de casación, el tribunal al que se le remiten las actuaciones se ajustará a lo dispuesto por las matrices del tribunal de casación, aquí el tribunal se convierte en jurisdiccional y deja de tener carácter político. Esto hace que el recurso de casación no sea un ius constitucionalis(en interés de la ley) y pase a ser un recurso en interés de parte. Lo que busca este recurso ahora es uniformizar la jurisprudencia de los tribunales inferiores y por supuesto crear jurisprudencia, la función nomofiláctica ya no es tan clave.

### Derecho Español
En España la casación llega en el siglo XIX, donde se regula por primera vez es en la ley de 1855 de enjuiciamiento civil, aquí la casación ya no tiene un carácter político y se ajusta a la cúspide de la pirámide del poder judicial, ya que resuelve el TS.
La casación se concibe como un recurso en interés de parte, aunque el Ministerio Fiscal puede interponer el recurso en interés de ley en casos excepcionales. De todas formas la casación en España reviste unas características, se conciben 2 tipos de recursos de casación; por quebrantamiento de forma y por infracción de ley o doctrina. Los vicios para interponer el recurso de casación por infracción de ley eran vicios en el momento de dictar la sentencia. Al lado del recurso de casación por infracción de ley, estaba el recurso de casación por infracción de forma, por vicios en el procedimiento o en el proceso.
En España, cuando se estimaba un recurso por infracción de ley no había reenvío se dictaban 2 sentencias por separado; una que anulaba la sentencia recurrida en la que el TS se comportaba como un tribunal de casación y otra en la que el TS dictaba una sentencia para resolver el fondo y que resolvía como un tribunal de instancia, esto no creaba jurisprudencia.
Esta en la ley de 1855 pasa a ley de 1881, el recurso de casación por quebrantamiento de forma implica que el TS se comporte como un tribunal de casación, aquí el TS se comporta como un tribunal de casación, aquí el TS no resuelve el fondo y pasa a resolver el fondo la audiencia provincial. En 1984 se produce la reforma más importante de la LEC de 1881 y el legislador suprime los dos tipos de recursos, ahora hay un procedimiento único, pero sin embargo late todavía el por infracción de ley y por quebrantamiento de forma, ahora se anula la sentencia recurrida y en la sentencia se resuelve totalmente el recurso incluso sobre el fondo, esto por supuesto que también crea jurisprudencia. Siempre se pudo interponer por la misma parte los dos recursos, pero se resolvía el recurso por quebrantamiento de forma y si se desestimaba este, se resolvía el recurso por infracción de ley.
En la LEC del año 2000 se crea el recurso extraordinario por infracción procesal y el recurso de casación. Como el tema es muy novedoso, la exposición de motivos en el apartado 14 trata de justificar del porque de la existencia de los dos recursos. El recurso por infracción procesal es el recurso por quebrantamiento de forma y el recurso de casación es el antiguo recurso de casación por infracción de la ley. El recurso por infracción procesal se atribuye a las salas de lo civil y de lo penal de los TSJ, en determinados casos, esto no estaba previsto en la LOPJ y por eso hay un régimen transitorio muy importante en la LEC (DF16.º). Este régimen transitorio es el aplicable toda vez que desde la entrada en vigor de la LEC, no se ha reformado la LOPJ para atribuir a los TSJ la competencia para conocer del recurso extraordinario por infracción procesal. Ello se debe a que para atribuir a las salas de lo civil y Penal de los TSJ el conocimiento de los recursos extraordinarios por infracción procesal es necesario establecer una específica norma de competencia funcional. El problema estriba en que, cuando en 1985 se aprobó la LOPJ, el legislador decidió al regular la composición y atribuciones de los órganos jurisdiccionales en el título IV del libro I (arts 53 y ss) incorporar a dicha ley la competencia objetiva y funcional de los diversos tribunales ordinarios. En el caso de las salas de lo civil y penal de los TSJ, en el artículo 73.1 y 2 LOPJ, se contiene su competencia. Lógicamente, al no existir el recurso extraordinario por infracción procesal en el momento de aprobación de la LOPJ, ninguna referencia se contiene en dicho artículo a la competencia para conocer del mismo. Tampoco hay ninguna referencia a que los TSJ puedan, en general, conocer de recursos extraordinarios. Por el contrario el artículo 56 LOPJ, al establecer la competencia de la sala primera del TS, dice, en su apartado 1.º que conocerá “de los recursos de casación, revisión y otros extraordinarios en materia civil que establezca la ley". Así pues, resultaba obvio durante la elaboración de la LEC que para la atribuir a los TSJ el conocimiento de los recursos extraordinarios por infracción procesal era necesario modificar la LOPJ, ya que, con esta en la mano, solo la sala primera del TS puede conocer de otros recursos extraordinarios. La cuestión era si la LEC, siendo una ley ordinaria, podía directamente modificar o derogar artículos de una ley orgánica. A este respecto no parece discutible que las normas de competencia objetiva y funcional contenidas en la LOPJ no son propiamente materia orgánica. Solo en un sentido muy amplio podría decirse que tales normas regulan la constitución de los tribunales, que, según el artículo 122 de la CE debe contenerse en la LOPJ. Se trata más bien, de normas que, o bien hay que estimar que el legislador de 1985 incorporó indebidamente a la LOPJ, o bien, en el mejor de los casos, que se trata de lo que el TC ha denominado materias conexas, es decir, materias que aunque no constituyen propiamente reserva de ley orgánica, el legislador puede regular a través de una ley de este tipo por la estrecha vinculación que guardan con las que estrictamente sí que son materia orgánica. En el caso de las normas de jurisdicción y competencia, el TC sí ha tenido oportunidad de sentar jurisprudencia en el sentido de que las normas que regulan la extensión y límites de la jurisdicción si deben estar contenidas en la LOPJ; sin embargo, no existe ninguna pronunciamiento del TC que diga lo mismo respecto de las normas de competencia objetiva y funcional. Tampoco se deduce claramente de la jurisprudencia constitucional si el legislador puede o no derogar o modificar a través de una ley ordinaria preceptos contenidos en una ley orgánica que regulan materias no orgánicas.
Sea como fuere, en la práctica legislativa lo que se ha venido haciendo en estos casos es incorporar la nueva regulación en una ley ordinaria pero derogar antes o coetáneamente, mediante ley orgánica los preceptos contenidos en la ley. Como ya se ha mencionado el proyecto de LEC se acompaña un pequeño proyecto de reforma de la LOPJ que derogaba en unos casos o daba nueva redacción en otros a ciertos preceptos de dicha ley. Entre ellos se encontraba el artículo 73.1, al que se le añadía un apartado c) por el que se atribuía a las salas de lo civil y penal de los TSJ el conocimiento “del recurso extraordinario por infracción procesal que establezca la ley contra sentencias dictadas por las audiencias provinciales con sede en la comunidad autónoma”. Sin embargo, el proyecto de reforma de la LOPJ no fue aprobado en la votación final de conjunto, por el congreso de los diputados. Ello obligó a introducir en el senado las previsiones necesarias para el caso de que, a la entrada en vigor de la LEC, no se hubiese reformado la LOPJ y, en consecuencia, los TSJ no pudiesen asumir el conocimiento de los recursos extraordinarios por infracción procesal.

## Diferencias entre casación y apelación
Existen importantes diferencias entre un recurso de casación y una apelación, dada su naturaleza y la excepcionalidad de presentar un recurso ante el órgano jurisdiccional de mayor importancia jerárquica.
Mientras que en la apelación se puede revisar el Derecho y los hechos del juicio, siendo constitutiva de instancia, en la casación sólo se hace referencia al derecho y no constituye instancia.
Sin embargo, en los ordenamientos en que se tiene en cuenta el agotamiento de la capacidad de revisión de los tribunales de casación, la diferencia entre ambos recursos queda supeditada a las resoluciones judiciales que se pretende revisar o anular, según el caso.
Resumiendo en orden podemos encontrar, por regla general, las siguientes diferencias:
- La apelación es un recurso judicial ordinario; en cambio, el de casación es extraordinario.
- La casación no es instancia, en consecuencia no se pueden revisar los hechos, ni mucho menos abrirse a o agregarse pruebas; por el contrario, la apelación sí constituye instancia.
- La casación tiende a proceder en el solo interés de la ley, pudiendo incluso declararse de oficio; no así la apelación que se reduce a los intereses de las partes.
- La casación es, en muchas legislaciones, fuente de jurisprudencia obligatoria; en cambio, los fallos en apelación no suelen formarla.

## Regulación por países

### Argentina
En este país, a nivel federal, el sistema de casación existe sólo en materia penal, y él tramita ante la Cámara Federal de Casación Penal. A raíz del fallo "Casal" de la Corte Suprema de Justicia de la Nación, es un recurso amplio conforme al ordenamiento internacional de derechos humanos pudiendo plantearse cuestiones de hechos y no únicamente cuestiones de derechos como sostiene la jurisprudencia de la Cámara Federal de Casación Penal previa al fallo.
Sin embargo, desde la década de 1860 existe, en el ordenamiento jurídico nacional, el Recurso extraordinario federal, que es la vía por excelencia para llegar a los estrados de la Corte Suprema de Justicia federal, en causa referida a cualquier materia, mediante la cual aquella establece la interpretación que cabe darle a disposiciones constitucionales. Nunca procede de oficio, sino por medio de instancia de parte, conforme a las prescripciones de la Ley Nacional n.º 48 y su reglamentación (Acordada 4/2007 de la Corte Suprema de Justicia). Constituye una especie del género casación, en tanto versa sobre cuestiones de derecho, y -dentro de éstas- sobre cuestiones jurídicas federales.
Esta última es la nota que distingue el citado recurso con los de inaplicabilidad de ley o de nulidad establecidos en las provincias a fin de proteger la supremacía de sus propias Constituciones, también de carácter extraordinario, que sólo parcialmente contienen una cuestión de derecho federal (conforme al fallo "Juan Luis Strada vs. Ocupantes", emitido por la Corte Suprema de la Nación).
En abril de 2013 se debató en el Congreso Nacional, una serie de proyectos de ley enviados por el Poder Ejecutivo, entre los que se cuenta uno que prevé la creación de tres nuevas cámaras de casación (en lo Civil y Comercial, otra en lo Contencioso y Administrativo, y otra Previsional y Laboral).[cita requerida]

### España
En España el recurso de casación es el último recurso que se puede presentar para reclamar una nueva revisión del enjuiciamiento a un nivel superior (tribunal supremo o audiencia nacional), es decir, el recurso de casación se interpone ante el Tribunal Supremo, que se pronuncia sobre la corrección o incorrección de una sentencia emitida por un órgano jurisdiccional inferior. Está regulado por la Ley de Enjuiciamiento Civil (artículo 477).
Son recurribles en casación, las sentencias dictadas en segunda instancia por las audiencias provinciales, y las sentencias dictadas por la Sala de lo Civil y Penal del TSJ (artículo 847 LECRIM)
Se considera que un recurso presenta interés casacional cuando la sentencia recurrida se oponga a doctrina jurisprudencial del Tribunal Supremo o resuelva puntos y cuestiones sobre los que exista jurisprudencia contradictoria de las Audiencias Provinciales o aplique normas que no lleven más de cinco años en vigor, siempre que, en este último caso, no existiese doctrina jurisprudencial del Tribunal Supremo relativa a normas anteriores de igual o similar contenido.
Esquema aclarativo: Vamos al juzgado de primera instancia de orden civil (nivel provincial, 1.ª instancia) y, si el fallo no nos es positivo, podemos recurrir con un recurso de apelación ante la sala de lo civil en la audiencia provincial (es decir, subimos un nivel, 2.ª instancia), si aun así, nos sigue siendo negativo, podemos recurrir una vez más con el recurso de casación ante el Tribunal Supremo.
El sistema descentralizado a través de las comunidades autónomas que existe en España hace que existan ciertas particularidades en el recurso de casación.
Cada comunidad autónoma tiene un Tribunal Superior de Justicia, que es el máximo órgano jurisdiccional en su territorio.
Los recursos que se interponen ante dicho órgano son también recursos de casación, y normalmente excluyen la posibilidad de que el Tribunal Supremo los revise. Las materias sobre las que conocen estos órganos son muy variadas, y pueden venir definidas por la cuantía, por la materia o por el ámbito territorial sobre el que versa un caso concreto.
Existen sin embargo recursos extraordinarios denominados recursos de unificación de doctrina, que se interponen ante el Tribunal Supremo en aras de una mayor seguridad jurídica y para dotar de unidad al Poder Judicial de España. Estos recursos no afectan a nivel de sentencias ya dictadas, pero vinculan a los tribunales superiores de justicia de todas las comunidades autónomas para aplicar la interpretación de la Ley en el sentido que marque el Tribunal Supremo en sentencias posteriores.El 22 de julio entra en vigor la profunda reforma del recurso de casación contencioso administrativo, introducida por la disposición final tercera de la LO 7/2015, de 21 de julio, por la que se modifica la Ley Orgánica 6/1985, de 1 de julio, del Poder Judicial. Esta importante modificación, por un lado, amplía el ámbito de resoluciones recurribles en casación pero, por otro, deja al criterio del Tribunal Supremo la apreciación de la existencia del interés casacional requerido para su admisión a trámite.
Estas son, en resumen, las principales novedades incorporadas por esta reforma:
La reforma procesal de 2016
La nueva regulación del recurso de casación, de aplicación a partir del 22 de julio, articula un único recurso cuya finalidad es sentar o unificar doctrina jurisprudencial.
Hasta ahora, el carácter extraordinario del recurso se traducía en una doble limitación de admisibilidad:
- Acotamiento objetivo: estableciendo un número cerrado de (tipo) resoluciones judiciales accesibles a la casación y criterios objetivos, esto es, la cuantía (600.000 euros), y
- Acotamiento subjetivo: estableciendo unos motivos tasados que daban lugar a la casación
Las principales características del mismo son:
1. Ampliación del ámbito objetivo de sentencias recurribles en casación
En primer lugar, se abre el abanico de sentencias recurribles, de manera que en principio podrán acceder a casación con independencia de su cuantía (artículo 86 LJCA):
- Todas las sentencias dictadas tanto en única instancia como en apelación por las Salas de lo contencioso de la Audiencia Nacional y los Tribunales Superiores de Justicia.
- y también las sentencias no apelables de los juzgados de lo contencioso (o dictadas en única instancia), en aquellos supuestos que contengan doctrina que se repute gravemente dañosa para los intereses generales y sean susceptibles de extensión de efectos, es decir, en los que haya una reiteración de actuaciones administrativas iguales a la enjuiciada.
Se exceptúan, como hasta ahora, las resoluciones recaídas en procesos relativos al derecho de reunión y los contencioso-electorales, y también se excluyen las sentencias dictadas en única instancia por el TS.
2. Desaparecen los motivos tasados de casación
Por otra parte, desaparecen los concretos motivos casacionales del actual artículo 88 de la Ley de la Jurisdicción, de manera que el nuevo recurso de casación podrá interponerse contra cualquier infracción del ordenamiento jurídico estatal o europeo, tanto procesal como sustantiva, o de la jurisprudencia.
Se mantiene, eso sí, la necesidad de que se invoque cuestiones de derecho y no de hecho, y que se trate de infracciones de Derecho estatal o comunitario, que hayan sido invocadas, relevantes y determinantes del fallo recurrido.
En caso de vulneración del derecho autonómico, seguirá siendo competente el propio TSJ de la comunidad autónoma.
3. Exigencia de "interés casacional objetivo para la formación de jurisprudencia"(art. 88 LJCA)
Para que el recurso sea admitido a trámite la Sala de lo Contencioso-administrativo del Tribunal Supremo tendrá que estimar que el recurso presenta interés casacional objetivo para la formación de jurisprudencia, lo que deberá motivar en el auto de admisión.
El artículo 88 de la Ley de la Jurisdicción enumera una serie de supuestos indicativos de la existencia de este interés casacional, pero estos no actúan automáticamente sino que precisan que el recurrente los justifique en su escrito.
Dentro del amplio margen que tiene la Sala para apreciar la concurrencia de este interés casacional, podemos distinguir, como señala José Ramón Rodríguez Carbajo, tres supuestos:
1- Un caso de "admisión reglada", que se refiere al supuesto en que la resolución impugnada se aparte deliberadamente de la jurisprudencia existente al considerarla errónea (art. 88.3 b).
2- Otro supuesto de "admisión cuasi reglada", en el caso de que la sentencia recurrida declare nula una disposición de carácter general, salvo que la Sala estime que esto carece manifiestamente de transcendencia suficiente (art. 88.3 c).
3- y otros supuestos de "admisión discrecional" entre los que encontramos:
- aquellos en los que existe una presunción de concurrencia de interés casacional. Por ejemplo, cuando la resolución hubiese aplicado normas sobre las que no exista jurisprudencia (art. 88.3 a, d y e).
- y por último, aquellos otros supuestos en los que no existe esa presunción (art. 88.2 LJCA) y en los que la inadmisión se efectuará por simple providencia, sin mayor motivación.
4. La importancia del escrito de preparación
En este nuevo recurso de casación, el escrito de preparación cobra una importancia decisiva. Las diferencias más importantes respecto del actual son (art. 89 LJCA):
- Por un lado, se amplía de diez a treinta días el plazo para su presentación.
- Pero por otro se exige un mayor formalismo: la ley recoge los requisitos y manifestaciones que forzosamente debe contener.
- Especialmente, es necesario justificar los supuestos que permitan apreciar el interés casacional objetivo y la conveniencia de que la Sala se pronuncie.
- El control sobre el cumplimiento de estos requisitos pasa del Letrado de la Administración de Justicia al juez de instancia, que decide mediante auto motivado.
5.-Extensión máxima de los escritos presentados por medios telemáticos
En cuanto al escrito de interposición del recurso, la Sala de Gobierno del Tribunal Supremo ha aprobado recientemente unas normas que establecen su extensión máxima, formato y estructura.
Estas normas, que se aplican también al escrito de oposición al recurso, limitan a "50.000 caracteres con espacio" -el equivalente a 25 folios- la extensión de estos escritos.
En cuanto al formato, se deberá utilizar como fuente “Times New Roman” con un tamaño de 12 puntos en el texto y de 10 puntos en las notas de pie de página o en la transcripción literal de preceptos o párrafos de sentencias que se incorporen.
Estas normas, aprobadas por unanimidad el pasado 20 de abril, se justifican con motivo de “la notable ampliación de las resoluciones judiciales que tendrán acceso al recurso de casación, en los términos señalados en el art. 86 de la LJCA” tras la reforma introducida en la misma por la LO 7/2015, de 21 de julio, de modificación de la LOPJ, y en el “previsible aumento del número de recursos que se presentarán por esta vía a la Sala Tercera del Tribunal Supremo”, que exigirán “un notable esfuerzo por su parte y la imprescindible colaboración de los profesionales que acudan a este tribunal".
Por ello, tras dicha reforma, el art. 87 LJCA, faculta al alto tribunal determinar "la extensión máxima y otras condiciones extrínsecas, incluidas las relativas a su presentación por medios telemáticos, de los escritos de interposición y de oposición a los recursos de casación".
6. La sentencia fijará doctrina jurisprudencial
De acuerdo con el principal objetivo de la nueva casación contenciosa, la sentencia que resuelva el recurso fijará la interpretación de las normas estatales o europeas sobre las que, en el auto de admisión a trámite, se consideró necesario el pronunciamiento del Tribunal Supremo (art. 93 LJCA).
7. Se suprimen los recursos de casación en interés de ley y para unificación de doctrina
La LO 7/2015 suprime los arts. 96 a 101 LJCA y, con ellos, estas dos modalidades de recursos extraordinarios que coexistían con la "casación ordinaria". El nuevo modelo integra los elementos fundamentales de estos otros dos, esto es, su objetivo es interpretar las nuevas normas jurídicas y establecer criterios unificadores de doctrina, como instrumento por excelencia para asegurar la uniformidad en la aplicación judicial del derecho.
Normas de derecho transitorio
El mismo día de entrada en vigor de esta reforma, la Sala de Admisión de la Sala Tercera del TS ha hecho pública las normas transitorias que aplicará a la admisión del recurso para las sentencias inicialmente afectadas por el mismo.

### Chile
En Chile se habla de "recurso de casación" solo en materias civiles, pues dentro de la legislación procesal penal existe el recurso de nulidad.
Existen dos clases de recursos de casación, en la forma y en el fondo tal y como lo señala el artículo 765 del Código de Procedimiento Civil. El Art. 764 del Código de Procedimiento Civil (CPC) señala que: "El recurso de casación se concede para invalidar una sentencia en los casos expresamente señalados por la ley". Esta disposición resulta aplicable a ambos recursos, el de casación en la forma y en el fondo.
El recurso de casación se concede, como lo señala el Art. 764 del CPC, para invalidar una sentencia en los casos expresamente señalados por la ley, lo que deja de manifiesto que ya no se concede para obtener la impugnación de una resolución judicial, como ocurriría con el recurso de apelación, sino que solamente para obtener su invalidación o anulación.
Casación en la forma o procedimental
Esta especie de casación es un recurso extraordinario destinado a permitir a la parte agraviada por una resolución judicial, a solicitar y obtener que el tribunal superior respectivo, la invalide o anule, por haber sido dictada por el tribunal inferior con omisión de ciertos requisitos procesales establecidos para ella por la ley o por formar parte integrante de un proceso viciado, o por haberse incurrido en determinadas irregularidades en su ritualidad. 
Las resoluciones susceptibles del recurso de casación en la forma se encuentran en el artículo 766, inciso 1°, del CPC. Estas son: 
- Sentencias definitivas.
- Sentencias interlocutorias cuando ponen término al juicio o hacen imposible su continuación.
- Sentencias interlocutorias de segunda instancia en el caso de que se dicten sin previo emplazamiento de la parte agraviada o sin señalar el día de la vista de la causa.

La sentencia que falla un recurso de casación en la forma, sea acogiéndolo o rechazándolo, a pesar de su parecido formal con las sentencias definitivas, no es susceptible de casación; ''no hay casación de la casación''.
Limitaciones al recurso de casación en la forma
Una de las condiciones que exige la ley previa e indispensablemente es la de preparar el recurso, de acuerdo a lo señalado en el artículo 769 del CPC. Por lo tanto, esta preparación no tiene como fuente directa la doctrina, sino que su fuente directa es la legal. Para su preparación es indispensable que ''el que lo entabla haya reclamado de la falta, ejerciendo oportunamente y en todos sus grados los recursos establecidos por la ley''.
Sin embargo, existen casos de excepción en los cuales no es necesario preparar el recurso de casación:
- Cuando la ley no admite recurso alguno en contra de resolución en que se haya cometido la falta.
- Cuando la falta haya tenido lugar en el pronunciamiento mismo de la sentencia que se trata de casar.
  - Ultra petita (768 N°4 CPC)
  - Haber sido pronunciada con omisión de los requisitos del art. 170 CPC
  - Haber sido pronunciada en contra de otra sentencia pasada en autoridad de cosa juzgada alegada oportunamente en juicio (768 N°6 CPC)
  - Contener decisiones contradictorias (768 N°7 CPC)

La razón de que estas causales no sean necesarias de preparación estriban en la importancia que el legislador considera a propósito de la gravedad de las mismas.
Finalmente, el inciso cuarto señala que la reclamación ''deberá hacerse por la parte o su abogado antes de verse la causa''.
Causales del recurso de casación en la forma
Sus causales se encuentran taxativamente en el artículo 768, pero su numeral noveno hace que la clasificación se vuelva genérica.
1. En haber sido la sentencia pronunciada por un tribunal incompetente o integrado en contravención a lo dispuesto por la ley;  En el primer caso, sobre el ''tribunal incompetente'' como la ley no distingue a qué competencia se refiere (absoluta o relativa) dicha incompetencia puede ser absoluta o relativa.  Para reclamar la violación de norma de competencia absoluta será necesario interponer la excepción dilatoria de incompetencia del tribunal (303 N°1) ante el cual se hubiere presentado la demanda, o bien por medio del incidente de nulidad de todo lo obrado.  Para reclamar la violación de norma de competencia relativa será mediante la excepción dilatoria de incompetencia del tribunal ante el cual se hubiere presentado la demanda. En el segundo caso, las sentencias pronunciadas por tribunal ''integrado en contravención a lo dispuesto por la ley'', solo son relativas a                 las sentencias dictadas por tribunales colegiados.[3] En este sentido, la institución que se aplica es la de la Integración contenida en el artículo 215 y siguientes del Código Orgánico de Tribunales, y debe reclamarse oportunamente de acuerdo a lo dispuesto ene l artículo 166 del Código de Procedimiento Civil.[4]
2. En haber sido pronunciada por un juez, o con la concurrencia de un juez legalmente implicado, o cuya recusación esté pendiente o haya sido declarada por tribunal competente; Este numeral consta de tres partes: En primer lugar, el numeral señala la causal de implicancia (causal de inhabilidad de orden público que impide actuar a juez) que se encuentra en el artículo 195 del Código Orgánico de Tribunales, aplicándose tanto a los tribunales unipersonales como colegiados. Como señala la causal, no es necesario distinguir si la implicancia está pendiente o declarada.[3] En segundo lugar, el numeral refiere a la institución de las recusaciones, esto es, obstáculos legales que impiden al juez conocer de un determinado juicio. Sus causales se encuentran en el artículo 196 del Código Orgánico de Tribunales. Comprende tanto a tribunales unipersonales como colegiados[3]  En tercer lugar, el numeral indica que la implicancia y la recusación debe ser declara por tribunal competente.  Es importante señalar que con respecto a las implicancias solo basta con la concurrencia para que la sentencia sea nula, mientras que para la recusación sea efectiva, se debe hacer valer estando pendiente su resolución o bien, que haya sido legalmente declarada.  Algunos autores han señalado que en ambos casos se produce la incompetencia del tribunal, debido a que sus elementos son muy semejantes[3]
3. En haber sido acordada en los tribunales colegiados por menor número de votos o pronunciadas por menor número de jueces que el requerido por la ley o con la concurrencia de jueces que no asistieron a la vista de la causa, y viceversa; El mayor número de votos necesarios en los tribunales colegiados es la mayoría absoluta de votos conformes, salvo las excepciones legales. El número de jueces no debe ser inferior al mínimo determinado en cada caso por la ley. En el caso de los tribunales colegiados los decretos se dictarán con solo uno de sus miembros; los autos, sentencias interlocutorias y sentencias definitivas exigen la concurrencia de tres miembros, de acuerdo al artículo 168 del Código de Procedimiento Civil.[4]
4. En haber sido dada ultra petita, esto es, otorgando más de lo pedido por las partes, o extendiéndola a puntos no sometidos a la decisión del tribunal, sin perjuicio de la facultad que éste tenga para fallar de oficio en los casos determinados por la ley; En el caso de la ultra petita, esta tiene dos dimensiones:  1)Cuando la sentencia otorga más de lo pedido por las partes (Ejemplo: se demandan 500.000 de pesos a título de mutuo y el tribunal condena al demandado a pagar 1.000.000 de pesos).[3] 2)Cuando la sentencia se extiende a puntos no sometidos a la decisión del tribunal (Ejemplo: se demanda al trabajador por años de servicio y además se incorpora al trabajador al lugar de trabajo). En realidad, este último caso es de extra petita[4]
5. En haber sido pronunciada con omisión de cualquiera de los requisitos enumerados en el artículo 170; Estos son los requisitos del artículo 170: 1°. La designación precisa de las partes litigantes, su domicilio y profesión u oficio; 2°. La enunciación breve de las peticiones o acciones deducidas por el demandante y de sus fundamentos;  3°. Igual enunciación de las excepciones o defensas alegadas por el demandado;  4°. Las consideraciones de hecho o de derecho que sirven de fundamento a la sentencia;  5°. La enunciación de las leyes, y en su defecto de los principios de equidad, con arreglo a los cuales se pronuncia el fallo; y Es una causal inaplicable a las sentencias interlocutorias, debido a que este artículo solo se refiere a las sentencias definitivas de primera o segunda instancia.
6. En haber sido dada contra otra pasada en autoridad de cosa juzgada, siempre que ésta se haya alegado oportunamente en el juicio; Es decir, la parte afectada por la contradicción debió invocar la excepción de cosa juzgada en el proceso correspondiente, ya que no basta con alegarla posteriormente, al momento de recurrir. Esto tiene relación con la institución de la Preparación del Recurso de Casación en la Forma.
7. En contener decisiones contradictorias; Existe contradicción cuando no pueden cumplirse simultáneamente o cuando lo que una decisión afirma es negada por otra. Esto se debe darse en la parte resolutiva de una sentencia.[4] Debe existir pluralidad de decisiones, pues mal puede hablarse de contradicción en una sola cuestión controvertida[3]
8. En haber sido dada en apelación legalmente declarada desistida. Anteriormente, existía en Chile la figura de la "deserción y la prescripción de los recursos de apelación y casación", que permitía terminar de manera anormal estos recursos si no se cumplían ciertos requisitos en tiempo y forma. Sin embargo, esta figura fue suprimida con la reforma introducida por la Ley N° 20.886 de 2015 sobre Tramitación Electrónica,[7] quedando solo el desistimiento del recurso de apelación.
9. En haberse faltado a algún trámite o diligencia declarados esenciales por la ley o a cualquier otro requisito por cuyo defecto las leyes prevengan expresamente que hay nulidad. Los trámites esenciales a los que se refiere este numeral son los que se encuentran en el artículo 795 del Código de Procedimiento Civil, ya sean de primera o única instancia, en juicios de menor o mayor cuantía y en los juicios especiales: 1°. El emplazamiento de las partes en la forma prescrita por la ley; 2°. El llamado a las partes a conciliación, en los casos en que corresponda conforme a la ley;  3°. El recibimiento de la causa a prueba cuando proceda con arreglo a la ley;  4°. La práctica de diligencias probatorias cuya omisión podría producir indefensión;  5°. La agregación de los instrumentos presentados oportunamente por las partes, con citación o bajo el apercibimiento legal que corresponda respecto de aquélla contra la cual se presentan;  6°. La citación para alguna diligencia de prueba; y  7°. La citación para oír sentencia definitiva, salvo que la ley no establezca este trámite.  
Por otro lado, también se encuentran aquellos que son de segunda instancia que se encuentran en el artículo 800 del Código de Procedimiento Civil:  1°. El emplazamiento de las partes en la forma prescrita por la ley;  2°. El llamado a las partes a conciliación, en los casos en que corresponda conforme a la ley;  3°. El recibimiento de la causa a prueba cuando proceda con arreglo a la ley;  4°. La práctica de diligencias probatorias cuya omisión podría producir indefensión;  5°. La agregación de los instrumentos presentados oportunamente por las partes, con citación o bajo el apercibimiento legal que corresponda respecto de aquélla contra la cual se presentan;  6°. La citación para alguna diligencia de prueba; y  7°. La citación para oír sentencia definitiva, salvo que la ley no establezca este trámite.    Como se había señalado, este último numeral otorga la calidad de genérica a la taxatividad de este artículo.[3]

Interposición del recurso de casación en la forma
Para interponer este recurso, es necesario presentar un escrito ante el tribunal que dictó la resolución que se pretende anular. Este escrito debe cumplir con los siguientes requisitos:
1. Requisitos comunes a todo escrito: Debe contener el nombre del tribunal al que se dirige, la individualización de las partes, la exposición clara de los hechos y fundamentos de derecho, y la solicitud concreta que se formula.
2. Mención expresa del vicio o defecto en que se funda: Es fundamental indicar claramente la causal específica de casación en la forma que se invoca, según lo establecido en el artículo 768 del Código de Procedimiento Civil. Una vez interpuesto el recurso, no se pueden introducir variaciones ni alegar nuevas causales. El artículo 774 del Código de Procedimiento Civil dispone que, si durante la tramitación del recurso se descubre una nueva causal, la sentencia solo se pronunciará sobre las alegadas en tiempo y forma.
3. Indicación de la ley que concede el recurso por la causal invocada: Es necesario señalar la norma legal que establece la procedencia del recurso en relación con la causal invocada, conforme al artículo 772 del Código de Procedimiento Civil.
4. Patrocinio de un abogado habilitado: El escrito debe estar patrocinado por un abogado habilitado para el ejercicio de la profesión, que no sea procurador del número, tal como lo exige el artículo 772, inciso final, del Código de Procedimiento Civil.
5. Preparación del recurso: Se debe indicar la forma en que se ha preparado el recurso de casación o las razones por las cuales su preparación no es necesaria, según lo establecido en el artículo 769 del Código de Procedimiento Civil. La preparación implica que la parte recurrente haya reclamado oportunamente del vicio invocado, ejerciendo los recursos que la ley establece para subsanarlo.

Es importante destacar que, actualmente, no es requisito acompañar al escrito una boleta de consignación en la cuenta corriente del tribunal, ni es necesario interponer el recurso en dos escritos separados (anunciación y formalización). La normativa vigente simplifica este procedimiento, permitiendo que el recurso se interponga mediante un solo escrito que cumpla con los requisitos mencionados.
El sujeto que debe interponer este recurso es la parta agraviada de acuerdo al artículo 771 del CPC.
Casación en el fondo o jurisprudencial
Esta clase de casación es un recurso extraordinario destinado a invalidar, a petición de la parte agraviada, determinadas resoluciones judiciales por haber sido dictadas con infracción a la ley y siempre que dicha infracción haya influido en lo dispositivo del fallo.
El recurso de casación en el fondo, entonces, está destinado a invalidar, a petición de la parte agraviada, determinadas resoluciones judiciales por haber sido dictadas con infracción a la ley sustantiva, tales como el Código Civil, de Comercio, etc., y siempre que dicha infracción haya influido en lo dispositivo de la sentencia.
Las resoluciones judiciales susceptibles del recurso de casación en el fondo se encuentran en el artículo 767 del CPC:
- Sentencias definitivas inapelables
- Sentencias interlocutorias cuando ponen término al juicio o hacen imposible su continuación. Estas deben ser pronunciadas por la Corte de Apelaciones o un tribunal arbitral de segunda instancia constituido por árbitros de derecho en los casos en que estos árbitros hayan conocido de negocios de la competencia de dichas Cortes, siempre que se hayan pronunciado con infracción de ley y esta infracción haya influido substancialmente en lo dispositivo de la sentencia.[3]

Características comunes a ambos recursos
- Se trata de un recurso extraordinario; se requiere la concurrencia de determinados motivos denominados "causales" para su interposición. No basta cualquier agravio cometido en contra de la parte que recurre.
- Es un recurso por vía de reforma; es conocido por el tribunal superior a aquel que pronunció la resolución que se impugna, según lo señala el Art. 771 del CPC, en relación con el Art. 63 del Código Orgánico de Tribunales (COT) que trata del conocimiento del recurso por las cortes de apelaciones y al Art. 98 N.º 2 del COT que trata del conocimiento del recurso por la Corte Suprema.
- Es un recurso de derecho estricto, pues no sólo basta para que prospere que se trate de ciertas y determinadas resoluciones y causales, sino que también es necesario el cumplimiento de ciertas condiciones determinadas en la ley.
- No constituye instancia, pues la competencia del tribunal superior para conocer del recurso queda limitada exclusivamente a la o las causales invocadas y no a todos los puntos de hecho y de derecho involucrados en el asunto controvertido. (A diferencia del recurso de apelación).

Principales diferencias
- El conocimiento de la casación en el fondo es de exclusiva competencia de la Corte Suprema, a diferencia de la casación en la forma, cuyo conocimiento compete a las cortes de apelaciones respectivas o a la Corte Suprema.
- La casación en el fondo se refiere a infracción de normas sustantivas, de fondo o materiales; en cambio la casación en la forma dice relación con vicios de normas adjetivas, formales o de procedimiento.
- La casación en el fondo procede solamente contra sentencias inapelables de Cortes de Apelaciones o tribunales arbitrales de derecho de segunda instancia. La casación en la forma procede, además, contra sentencias emanadas de jueces de letras y otros de primera instancia.
- Algunas causales de la casación en la forma, como la incompetencia o falta de trámites esenciales, requieren haber sido alegadas antes durante el juicio para que sea admisible el recurso (art. 769 CPC). En casación en el fondo no existe tal requisito.

### El Salvador
En la legislación interna de El Salvador, la Constitución de 1883 introdujo por primera vez el recurso de casación, por lo cual, la primera Ley de Casación fue aprobada mediante Decreto Legislativo del 14 de diciembre de 1883, publicado en el Diario Oficial N.º 298, Tomo N.º 15, del 23 de diciembre de 1883. Sin embargo, el recurso de casación fue eliminado tres años después por la Constitución de 1886. Así pues, el recurso de casación solo reaparecería por disposición de la Constitución de 1950, bajo cuyo mandato se aprueba una nueva Ley de Casación mediante Decreto Legislativo N.º 1135, del 31 de agosto de 1953, publicado en el Diario Oficial N.º 161, Tomo N.º 160, del 4 de septiembre de 1953, y que regulaba de manera especial y novedosa tal institución procesal; ya que estaba conformada por únicamente 48 artículos, con los que se revestía de especial naturaleza. Actualmente el recurso de casación está regulado por el Código Procesal Civil y Mercantil, aprobado mediante Decreto Legislativo N.º 712, del 18 de septiembre de 2008, publicado en el Diario Oficial N.º 224, Tomo N.º 381, del 27 de noviembre de 2008. Sus características son las siguientes:
- Efectivamente es un recurso extraordinario. Se limita a las materias del Derecho civil, mercantil, laboral y de familia, exceptuado el Derecho penal, ya que este solo sería una especie sui generis del mismo, ya que se regularía por reglas muy distintas de las de aquel.
- No constituye instancia, no admite la presentación de prueba, y busca la uniformidad de interpretación y aplicación de la ley vigente, constituyendo jurisprudencia en sus fallos.
- Es de conocimiento del más alto tribunal en la materia, es decir la Sala de lo Civil de la Corte Suprema de Justicia o CSJ (En Derecho penal, le corresponde a la Sala de lo Penal de la CSJ).
- Conlleva a que el tribunal ad quem que conoce tenga jurisdicción positiva, que a diferencia de la jurisdicción negativa (que solo anula la sentencia recurrida ordenándole al inferior pronunciar nuevamente lo que conforme a derecho corresponde), por lo que la misma Sala de lo Civil anula el fallo recurrido y pronuncia su propia sentencia, que es firme.
- Se le considera como una especie de recurso con doble sentido, tanto de orden público como de interés privado. Esto es ya que inclusive el Ministerio Público en el solo interés de la ley.
- A diferencia de los demás recursos legales, es el que más solemnidades o formalidades exige, que de no ser cumplidas a cabalidad o coherencia, da derecho al tribunal ad quem para rechazarlo.

### Perú
En Perú, el Recurso de Casación se encuentra regulado en el código procesal civil y penal. El Código Procesal Civil desde 1991. establece las siguientes características:
- Es un recurso formal de carácter extraordinario. Solo procede en los siguientes casos: en las sentencias definitivas, autos de sobreseimiento, y los autos que pongan fin al proceso, extingan la acción penal o la pena o denieguen la extinción,conmutación,reserva o suspensión de la pena, expedido en apelación por las salas superiores.

CAUSALES:
1.Inobservancia de garantías constitucionales de carácter procesal o material o una indebida o errónea aplicación de dichas garantías.
2. Inobservancia de normas legales de carácter procesal sancionadas con nulidad.
3.errónea interpretación o falta de aplicación de la ley penal o de otras normas jurídicas necesarias para su aplicación.
4.sentencias o autos expedidas con manifiesta ilogicidad de la motivación.
5.sentencias o autos que se apartan de la doctrina jurisprudencial.
- Solo permite una revisión de derecho, no se admite la revisión de cuestiones de hecho que requieran de actividad probatoria.
- Le corresponde a la Corte Suprema de Justicia calificar su procedencia y pronunciarse sobre el fondo del recurso. Las resoluciones que la Corte Suprema expida en casación son casi siempre vinculantes para los órganos jurisdiccionales inferiores, excepto aquellas que declaran improcedente el recurso sin pronunciamiento de fondo.

### Nicaragua
En Nicaragua la casación está regulado por el Código Procesal penal de la República de Nicaragua, en las artículos 386 al 401.
De los requisitos
Impugnabilidad. Las partes podrán recurrir de casación contra las sentencias dictadas por las Salas de lo Penal de los Tribunales de Apelación en las causas por delitos graves, excepto las que confirmen sentencias absolutorias de primera instancia.
Motivos de forma. El recurso de casación podrá interponerse con fundamento en los siguientes motivos por quebrantamiento de las formas esenciales: 
1. Inobservancia de las normas procesales establecidas bajo pena de invalidez, inadmisibilidad o caducidad, si el interesado ha reclamado oportunamente su saneamiento. No es necesario el reclamo previo de saneamiento cuando se trate de defectos absolutos o de los producidos después de clausurado el Juicio; 
2. Falta de producción de una prueba decisiva, oportunamente ofrecida por alguna de las partes; 
3. Cuando se trate de sentencia en juicio sin jurado, falta de valoración de una prueba decisiva, oportunamente ofrecida por alguna de las partes; 
4. Si se trata de sentencia en juicio sin jurado, ausencia de la motivación o quebrantamiento en ella del criterio racional; 
5. Ilegitimidad de la decisión por fundarse en prueba inexistente, ilícita o no incorporada legalmente al Juicio o por haber habido suplantación del contenido de la prueba oral, comprobable con su grabación, y, 
6. El haber dictado sentencia un juez, o concurrido a emitir el veredicto un miembro del jurado en su caso, cuya recusación, hecha en tiempo y forma y fundada en causa legal, haya sido injustificadamente rechazada.
Motivos de fondo. El recurso de casación podrá interponerse con fundamento en los siguientes motivos por infracción de ley: 
1. Violación en la sentencia de las garantías establecidas en la Constitución Política o en tratados y convenios internacionales suscritos y ratificados por la República, y, 
2. Inobservancia o errónea aplicación de la ley penal sustantiva o de otra norma jurídica que deba ser observada en la aplicación de la ley penal en la sentencia.
Recurso único. Cuando la impugnación de la sentencia se funde en motivos de forma y de fondo, todos ellos deberán ser incorporados en un único recurso. 
Del procedimiento
Interposición. El recurso de casación será interpuesto por escrito ante la Sala Penal del Tribunal de Apelación que conoció y resolvió el recurso de apelación, en el plazo de diez días, a contar desde su notificación. 
El escrito deberá citar concretamente las disposiciones legales que se consideren violadas o erróneamente aplicadas y expresar con claridad la pretensión. Deberá indicarse por separado cada motivo con sus fundamentos. Fuera de esta oportunidad no podrá aducirse otro motivo. Se deberá acompañar copia para cada una de las otras partes. 
El recurso será tramitado en un expediente y resuelto en una sola sentencia.
Ofrecimiento de prueba. Cuando el recurso se fundamente en un defecto de procedimiento o se discuta la forma en que fue llevado a cabo un acto, en contraposición a lo señalado en las actuaciones, en el acta o registros del Juicio o en la sentencia, en el mismo escrito de interposición se ofrecerá prueba destinada a demostrar el vicio. 
Artículo 392.- Inadmisibilidad. Cuando la Sala Penal del Tribunal de Apelaciones estime que el recurso no es admisible, así lo declarará fundadamente. El recurso de casación será declarado inadmisible cuando: 
1. Presente defectos formales que impidan conocer con precisión el motivo del reclamo; 
2. Contra la resolución no quepa este medio de impugnación; 
3. Se haya formulado fuera de plazo, y, 
4. La parte no esté legitimada. 
Si la razón de la inadmisibilidad obedece a defectos formales que sean subsanables, el tribunal los especificará y concederá un plazo de cinco días al interesado para su corrección. La omisión o el error en las citas de artículos de la Ley no será motivo de inadmisibilidad del recurso, si de la argumentación del recurrente se entiende con claridad a qué disposiciones legales se refiere. 
Si transcurre el plazo citado sin que se haya saneado el recurso o habiendo contestado persista algún defecto, el tribunal declarará su inadmisibilidad por resolución fundada, quedando firme la resolución impugnada. 
Los defectos formales en la exposición de alguno de los motivos del recurso no impedirá la admisibilidad de este en cuanto a los otros motivos.
Contestación. Admitido el recurso, se mandará a oír a la parte recurrida por un plazo de diez días dentro del cual deberá mediante escrito presentar su contestación; no obstante, si la parte recurrente solicita la realización de audiencia pública o si la parte recurrida la estima necesaria, esta podrá limitar su respuesta a reservarse el derecho de contestar los agravios directamente en la audiencia pública. 
Una vez recibida la contestación, la Sala remitirá las actuaciones a la Sala de lo Penal de la Corte Suprema de Justicia, para su resolución.
Notificaciones. La Sala de lo Penal de la Corte Suprema notificará sus decisiones en las direcciones dentro del asiento del tribunal, que las partes indiquen en el recurso, con al menos tres días de antelación a la realización de la audiencia.
Plazo para resolver. Recibido y radicado el recurso en la Sala de lo Penal, se procederá a dictar sentencia en el plazo máximo de treinta días siempre que no se requiera convocar a audiencia oral.
Audiencia oral. Si al interponer el recurso o al contestarlo, alguna de las partes ha solicitado la celebración de audiencia oral o deba recibirse prueba oral para la demostración del vicio señalado en el recurso, la Sala fijará fecha para su realización dentro de los quince días siguientes a la recepción del recurso a trámite.
La audiencia se celebrará en el día y hora fijados, con asistencia de los miembros de la Sala y de las partes que concurran. La palabra será concedida primero al abogado del recurrente y luego a las demás partes. Si es necesaria, la prueba se practicará en la forma dispuesta en este Código. 
Clausurada la audiencia o no celebrada por inasistencia de las partes, la Sala pasará a deliberar y dictará sentencia, fundadamente, en el plazo máximo de treinta días.

De la decisión
Inobservancia o errónea aplicación de la ley sustantiva. Si la resolución impugnada ha inobservado o aplicado erróneamente la ley sustantiva, el tribunal de casación, sobre la base de los hechos esenciales fijados por la sentencia del juez, la casará y dictará a continuación otra de acuerdo con la ley aplicable. No obstante, aun tratándose de una alegación sustantiva, podrá proceder conforme al artículo siguiente, cuando la sentencia no contenga una adecuada relación de hechos probados.
Invalidación total o parcial. Cuando haya que declarar con lugar el recurso por un motivo distinto de la violación de la ley sustantiva, el tribunal de casación invalidará la sentencia impugnada y, si no es posible dictar una nueva sentencia ajustada a derecho, procederá a anular también el Juicio en que ella se haya basado o los actos cumplidos de modo irregular y remitirá el proceso al juez que dictó la resolución recurrida para que lleve a cabo la sustanciación que determine el tribunal de casación. 
Cuando no anule todas las disposiciones de la resolución, el tribunal de casación establecerá qué parte de ella queda firme por no depender ni estar esencialmente conexa con la parte anulada.
Rectificación. Los errores de derecho en la fundamentación de la sentencia impugnada, que no hayan influido en la parte resolutiva, no la anularán, pero serán corregidos. También lo serán los errores materiales en la designación y cómputo de las penas.
Prohibición de la reforma en perjuicio. Cuando el recurso haya sido interpuesto solo por el acusado, o en su favor, ni el tribunal de casación ni el juez que dictó la resolución impugnada, en caso de un nuevo Juicio, podrán imponer una sanción más grave que la impuesta en la sentencia casada o anulada, ni desconocer los beneficios que esta haya acordado. 
Libertad definitiva del acusado.
Cuando por efecto de la sentencia de casación deba cesar la prisión preventiva del acusado, la Sala ordenará directamente la libertad. 